# Eupithecia ericeata
Euphitecia ericeata es una especie de polilla de la familia Geometridae. La especie fue descrita por primera vez por Jules Pierre Rambur habiendo sido descrita en 1833, con distribución en el sur de Europa y el Oriente Medio.
Cuenta con dos subespecies: Eupithecia ericeata ericeata y Eupithecia ericeata euxinata en Ucrania y Grecia.

## Descripción
Es una polilla pequeña con una envergadura de 17 a 21 milímetros (0,7 a 0,8 plg).: 144  La cabeza, tórax y abdomen son de colores marrón grisáceo moteados de un marrón negruzco. El abdomen por debajo es pálido moteado de negro. Los palpos son de un color marrón.: 144  Los genitales masculinos se diferencian de los de la mayoría de las otras especies de Eupithecia por el diente en el borde inferior de la válvula. Las orugas se alimentan de especies de Erica, Juniperus y Cytisus.

## Taxonomía
Un lectotipo de la especie fue descrita en Bastìa y nombrada Larentia ericeata por Rambur en 1833. Un sintipo de la especie fue descrita en el departamento de Ardèche y nombrada Eupithecia millierata por Otto Staudinger en 1871. Otros sintipos fueron descritos luego por Bohatsch en 1893 en Amasya, una ciudad turca.: 144 